# マレク・クジミンスキ
マレク・クジミンスキ（Marek Koźmiński、1971年2月7日 - ）は、ポーランドの元サッカー選手。元ポーランド代表。ポジションはディフェンダー。

## 来歴
1992年夏、U-23ポーランド代表としてバルセロナオリンピックに出場、準優勝した。
その後、9月にA代表デビュー。2002 FIFAワールドカップ・ヨーロッパ予選では8試合に出場、4大会ぶりのワールドカップ出場権を獲得した。2002 FIFAワールドカップではグループステージ全3試合に出場した。ポーランド代表で45試合に出場、1得点をあげた。

## 代表歴

### 出場大会
- ポーランド代表
  - 2002 FIFAワールドカップ

### 試合数
- 国際Aマッチ 45試合 1得点（1992年-2002年）[1]

| ポーランド代表 | 国際Aマッチ | 国際Aマッチ |
| 年             | 出場        | 得点        |
| -------------- | ----------- | ----------- |
| 1992           | 2           | 1           |
| 1993           | 7           | 0           |
| 1994           | 3           | 0           |
| 1995           | 6           | 0           |
| 1996           | 0           | 0           |
| 1997           | 3           | 0           |
| 1998           | 3           | 0           |
| 1999           | 0           | 0           |
| 2000           | 3           | 0           |
| 2001           | 11          | 0           |
| 2002           | 7           | 0           |
| 通算           | 45          | 1           |